# 波棱滇芎
波棱滇芎（学名：Physospermopsis obtusiuscula）为伞形科滇芎属下的一个种。

## 扩展阅读
- 維基物種上的相關：波棱滇芎